# Olympische Sommerspiele 1972/Teilnehmer (Thailand)
| Gelbes Symbol für Goldmedaillen mit stilisierten Olympischen Ringen | Graues Symbol für Silbermedaillen mit stilisierten Olympischen Ringen | Braundes Symbol für Bronzemedaillen mit stilisierten Olympischen Ringen |
| ------------------------------------------------------------------- | --------------------------------------------------------------------- | ----------------------------------------------------------------------- |
| —                                                                   | —                                                                     | —                                                                       |

Thailand nahm bei den Olympischen Sommerspielen 1972 in München zum sechsten Mal an Olympischen Spielen teil. Das Land wurde durch 33 männliche Sportler in 21 Wettkämpfen in sieben Sportarten vertreten, denen kein Medaillengewinn gelang.

## Teilnehmer nach Sportarten

### Boxen
- Surapong Sripirom
Halbfliegengewicht: in der 1. Runde ausgeschieden

- Chawalit On-Chim
Fliegengewicht: im Achtelfinale ausgeschieden

- Charndej Weerapol
Bantamgewicht: in der 1. Runde ausgeschieden

- Preecha Nopparat
Federgewicht: in der 1. Runde ausgeschieden

- Vichit Praianan
Leichtgewicht: in der 1. Runde ausgeschieden

- Bantow Srisook
Halbweltergewicht: im Viertelfinale ausgeschieden

- Rabieb Sangnual
Weltergewicht: im Achtelfinale ausgeschieden

### Gewichtheben
- Chaiya Sukchinda
Fliegengewicht: 7. Platz

### Judo
- Cherdpong Punsoni
Mittelgewicht: im Achtelfinale ausgeschieden

### Leichtathletik
- Panus Ariyamongkol
4-mal-100-Meter-Staffel: im Vorlauf ausgeschieden

- Surapong Ariyamongkol
4-mal-100-Meter-Staffel: im Vorlauf ausgeschieden

- Somsakdi Boontud
4-mal-100-Meter-Staffel: im Vorlauf ausgeschieden

- Anat Ratanapol
4-mal-100-Meter-Staffel: im Vorlauf ausgeschieden

### Radsport
- Sataporn Kantasa-Ard
Straßenrennen: Rennen nicht beendet
Mannschaftszeitfahren: 34. Platz

- Sivaporn Ratanapool
Straßenrennen: Rennen nicht beendet
Mannschaftszeitfahren: 34. Platz

- Pramote Sangskulrote
Straßenrennen: Rennen nicht beendet

- Panya Singprayool-Dinmuong
Straßenrennen: Rennen nicht beendet
Mannschaftszeitfahren: 34. Platz

- Pinit Koeykorpkeo
Mannschaftszeitfahren: 34. Platz

- Taworn Tarwan
Bahn Sprint: in der 2. Runde ausgeschieden

- Suriya Chiarasapawong
Bahn Sprint: in der 2. Runde ausgeschieden
Bahn 1000 m Zeitfahren: 25. Platz

### Schießen
- Solos Nalampoon
Schnellfeuerpistole 25 m: 22. Platz

- Rangsit Yanothai
Schnellfeuerpistole 25 m: 46. Platz

- Sutham Aswanit
Freie Pistole 50 m: 37. Platz

- Somsak Chaiyarate
Freie Pistole 50 m: 40. Platz

- Chawalit Kamutchati
Kleinkalibergewehr Dreistellungskampf 50 m: 53. Platz

- Preeda Phengdisth
Kleinkalibergewehr Dreistellungskampf 50 m: 57. Platz

- Udomsak Theinthong
Kleinkalibergewehr liegend 50 m: 70. Platz

- Chira Prabandhayodhin
Kleinkalibergewehr liegend 50 m: 72. Platz

- Damrong Pachonyut
Trap: 53. Platz

- Boonkua Lourvanij
Trap: 55. Platz

### Segeln
- Rachot Kanjanavanit
Finn-Dinghy: 33. Platz

- Paitoon Chulatuppa
Tempest: 21. Platz

- Prinz Bira
Tempest: 21. Platz